# Ludwig von Wittich

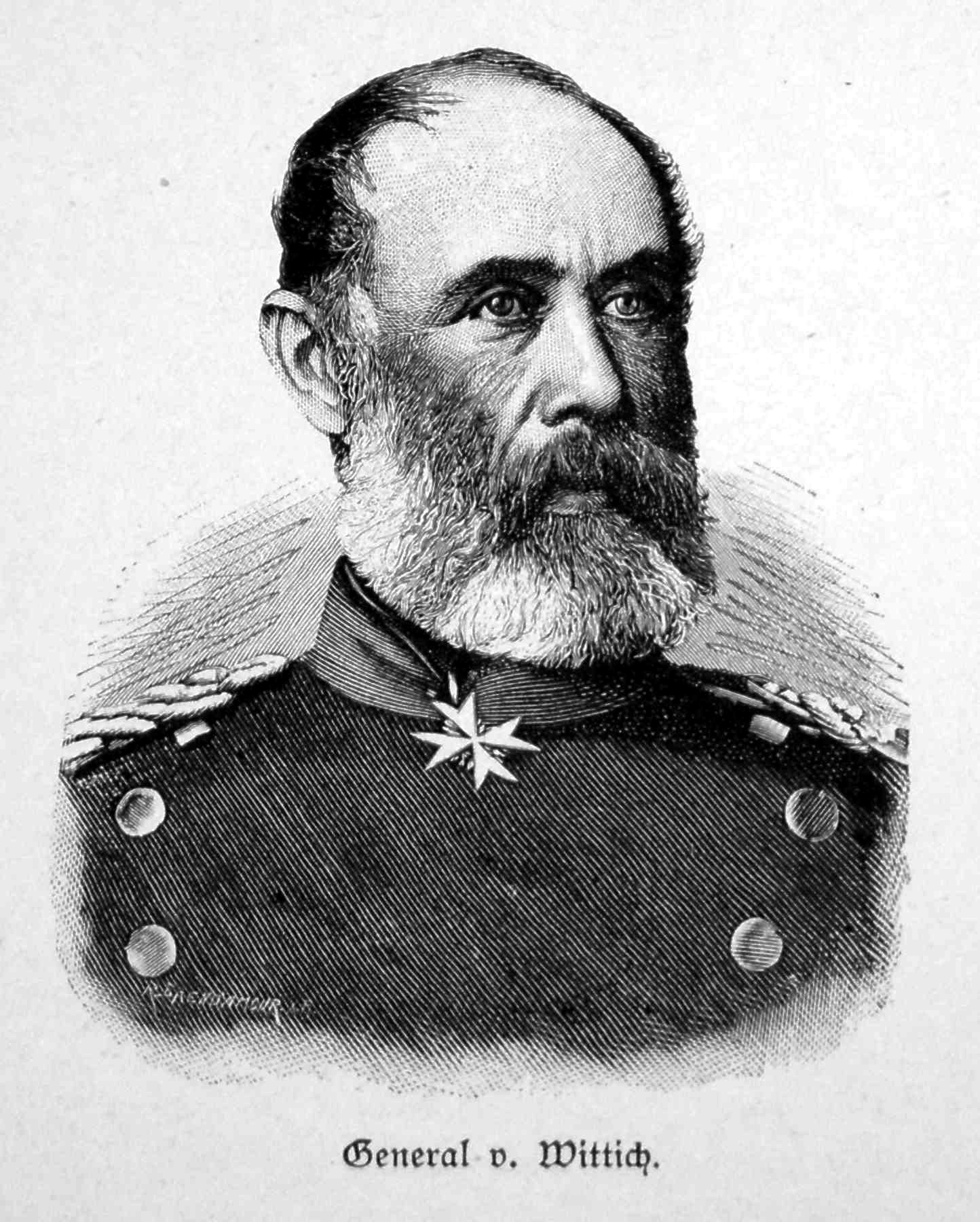
Ludwig von Wittich

Friedrich Wilhelm Ludwig von Wittich (* 15. Oktober 1818 zu Münster; † 2. Oktober 1884 auf seinem Landsitz Siede, Kreis Soldin in der Neumark) war ein preußischer Generalleutnant sowie Reichstagsabgeordneter.

## Leben
Er war der Sohn des späteren preußischen Generalmajors Karl August von Wittich (1772–1831) und dessen Ehefrau Christiane Johanna Friederike Elisabeth, geborene von Redern (1780–1842).
Wittich erhielt seine Erziehung im Kadettenkorps und trat 1835 als Sekondeleutnant in die Preußische Armee ein. Im Jahre 1844 wurde er Adjutant bei der 2. Division und 1852 beim Generalkommando des V. Armee-Korps. 1857 zum Major befördert, wurde er in den Generalstab der 9. Division versetzt und 1861 in den des V. Armee-Korps, am 18. Oktober 1861 wurde er zum Oberstleutnant befördert.
1863 wurde Wittich Chef des Generalstabs des II., 1864 des IV. Armee-Korps. Als Oberst machte er in dieser Stellung 1866 den Deutschen Krieg mit großer Auszeichnung mit und erhielt hierfür den Orden Pour le Mérite. Am 22. März 1868 wurde er Generalmajor und Kommandeur der 49. Infanterie-Brigade, welche er 1870 im Deutsch-Französischen Krieg in den Schlachten bei Vionville, Gravelotte und Noisseville befehligte. Am 22. September erhielt er das Kommando der 22. Infanterie-Division, an deren Spitze er die mühsamen und langen Operationen an der Loire und gegen Le Mans vom Oktober 1870 bis Januar 1871 mitmachte. Im Zuge dieser Kämpfe focht er unter General von der Tann am 10. Oktober im Gefecht bei Artenay, am 11. bei Orléans und am 18. beim Sturm auf Châteaudun. Am 21. Oktober besetzte er Chartres und kämpfte danach unter dem Großherzog von Mecklenburg-Schwerin am 2. Dezember bei Loigny und Poupry, am 3. und 4. wieder bei Orléans und vom 8. bis zum 10. bei Beaugency. Am 5. Dezember erhielt er das Eichenlaub zu seinem Pour le Merite. Er trug wesentlich zu den Siegen in der Schlacht bei Le Mans (10. bis 12. Januar) und bei Alençon (15. Januar) bei.
Am 18. August 1871 wurde von Wittich zum Generalleutnant befördert. Er wurde am 18. März 1872 zum Kommandeur der 31. Division in Straßburg ernannt und nahm im April 1873 seinen Abschied. 1889 wurde zu seinen Ehren das Infanterie-Regiment „von Wittich“ (3. Kurhessisches) Nr. 83 nach ihm benannt.
Von 1879 bis 1881 war Wittich Mitglied des Deutschen Reichstags für die Deutschkonservative Partei und den Wahlkreis Landsberg.
Er heiratete am 16. Juni 1863 Johanna Albertine Luise Anna Hiller von Gaertringen (* 21. Oktober 1833). Sie war die Witwe des Anton von Bredelow (1818–1861) und Tochter des Kammerherren Rudolf Hiller von Gaertringen († 27. Oktober 1866) und der Sophie von Motz. Der spätere Abgeordnete Hans Joachim von Brederlow war sein Stiefsohn.

## Werke
- Aus meinem Tagebuch 1870-1871. Kassel 1872.